# Marze Peak
Marze Peak är en bergstopp i Antarktis. Den ligger i Västantarktis. Chile gör anspråk på området. Toppen på Marze Peak är 1 324 meter över havet.
Terrängen runt Marze Peak är kuperad åt sydost, men åt nordväst är den bergig. Trakten är obefolkad. Det finns inga samhällen i närheten. 